# Estación de Jasmin
Jasmin es una estación del metro de París situada al oeste de la capital, en el XVI Distrito de la ciudad. Forma parte de la línea 9.

## Historia
Fue inaugurada el 8 de noviembre de 1922 dentro del tramo inicial de la línea 9. 
Debe su nombre al poeta francés Jacques Boé, más conocido como Jasmin (1798-1864).

## Descripción
Se compone de dos andenes laterales de 75 metros de longitud y de dos vías. 
Está diseñada en bóveda elíptica revestida completamente de los clásicos azulejos blancos biselados del metro parisino. 
Su iluminación ha sido renovada empleando el modelo vagues (olas) con estructuras casi adheridas a la bóveda que sobrevuelan ambos andenes proyectando la luz en varias direcciones.
La señalización por su parte usa la tipografía CMP donde el nombre de la estación aparece sobre un fondo de azulejos azules en letras blancas. 